# Ludgera Vogt
Ludgera Vogt (* 22. April 1962 in Herten/Westfalen) ist eine deutsche Soziologin.
Vogt studierte von 1982 bis 1989 Kunst, Deutsch und Sozialwissenschaften an der Universität Essen und schloss das Studium mit dem 1. Staatsexamen für das höhere Lehramt ab. Bereits während des Studiums wurde sie in der außerschulischen Bildungsarbeit tätig (Unterricht für türkische Jugendliche, Unterricht für Aussiedler). Von 1990 bis 1993 war sie Wissenschaftliche Mitarbeiterin an der Universität Bayreuth und von 1993 bis 1996 an der Universität Regensburg. Dort promovierte sie 1996 mit einer Arbeit zum Theme Ehre. Über das Unmoderne moderner Gesellschaften. Anschließend war sie bis zu ihrer Habilitation 2003 Wissenschaftliche Assistentin an der Universität Regensburg.
Nach einer Vertretungsprofessur an der Bergischen Universität Wuppertal wurde sie ebendort 2004 Ordentliche Professorin für Allgemeine Soziologie.
Vogt war neben Dirk Kaesler Mitherausgeberin des weit verbreiteten Kröner-Bandes Hauptwerke der Soziologie. Sie forscht hauptsächlich zu Themen der Zivilgesellschaft.

## Schriften (Auswahl)
- als Herausgeberin mit Arnold Zingerle: Ehre. Archaische Momente in der Moderne (= Suhrkamp-Taschenbuch Wissenschaft 1121). Suhrkamp, Frankfurt am Main 1994, ISBN 3-518-28721-4.
- Zur Logik der Ehre in der Gegenwartsgesellschaft. Differenzierung, Macht, Integration (= Suhrkamp-Taschenbuch Wissenschaft 1306). Suhrkamp, Frankfurt am Main 1997, ISBN 3-518-28906-3 (Zugleich: Regensburg, Universität, Dissertation, 1995).
- als Herausgeberin mit Dirk Kaesler: Hauptwerke der Soziologie (= Kröners Taschenausgabe. Band 396). Kröner, Stuttgart 2000, ISBN 3-520-39601-7.
- Das Kapital der Bürger. Theorie und Praxis zivilgesellschaftlichen Engagements. Campus-Verlag, Frankfurt am Main u. a. 2005, ISBN 3-593-37883-3 (Zugleich: Dortmund, Universität, Habilitations-Schrift, 2003).